# Diaspis paulista
Diaspis paulista är en insektsart som beskrevs av Ernest Lepage 1942. Diaspis paulista ingår i släktet Diaspis och familjen pansarsköldlöss. Inga underarter finns listade i Catalogue of Life.